# 일본개조법안대강
『일본개조법안대강』(일본어: 日本改造法案大綱 니혼카이조호안타이코[*])은 기타 잇키가 쓴 책이다.
기타는 1911년(메이지 44년) 중국 신해혁명에 쑹자오런의 벗으로서 투신했고, 1920년(다이쇼 9년) 12월 31일 귀국해 3년 후인 1923년 이 책을 간행했다.
언론의 자유, 기본권 존중, 화족제도와 귀족원 폐지, 천황을 국민군주로 전환, 농지개혁, 보통선거, 사유재산 상한제, 누진세 강화, 재벌 해체, 황실재산 감소, 노동권 보장, 노동쟁의와 파업의 금지, 호주와 시베리아를 전쟁으로 획득할 것 등을 주장했다.
기타의 이 주장에 감화된 청년장교들이 2·26 사건을 일으켰고, 기타는 사건의 직접관련자는 아니지만 사상적 배후로 지목되어 1937년(쇼와 12년) 총살되었다.